# 270省道 (广东省)
古港公路(或「省道270線」、「S270線」)是在中國廣東省的一條公路，這條公路經過鹤山、蓬江、新會、斗门和珠海等地，北起鹤山古劳镇，終點為珠海港，全程160.565公里，雙向单线至四車道不等。